# Louis Vicat
Louis Vicat (Nevers, 31. ožujka 1786.  — Grenoble, 10. travnja 1861.), bio je francuski inženjer.
Završio je École polytechnique 1804., a École des Ponts et Chaussées 1806. godine.
Vicat je studirao način lijepljenja žbuke a i sâm je napravio vezivni materijal koji je bio popularan ali kojeg je kasnije potisnuo cement. Također je izmislio 
Vicatovu iglu, instrument koji je još uvijek u uporabi, za određivanje trenutka kada neki materijali koji nemaju točku topljenja, omekšavaju. U Vicatovom slučaju radilo se o betonu i cementu. Njegov sin Joseph Vicat, osnovao je tvrtku Vicat Cement, koja je danas velika međunarodna tvrtka za proizvodnju cementa.
Njegovo ime nalazi se na popisu 72 znanstvenika ugraviranih na Eifellovom tornju. Počasni član Američke akademije umjetnosti i znanosti postao je 1855. godine.